# Autodesk Maya
Autodesk Maya је софтвер за 3Д компјутерску графику, за оперативне системе Windows, OS X и Linux. Првобитно је развијен од стране Alias Systems Corporation а сада је у власништу и развија га Autodesk. Користи се за израду интерактивних 3Д апликација, видео игара, анимираних филмова, ТВ серија и визуелних ефеката.

## Историја
Маја је оригинално била продукт напредне генерације створен за анимацију уз помоћ кода напредног визуалајзера фирме Вејвфронт технолоџиз. У стварању Маје, уску сарадњу су имали са Волт Дизни центром за анимацију, током стварања њиховог анимираног филма Диносаурус. Дизни је тражио да интерфејс програма Маја има опцију персонализације како би свако могао да има свој начин рада, те је и та опиција, у комбинацији са осталим, допринела популарности Маја-е у свету анимације.
У раним данима развоја, Маја је за свој скриптинг језик користила ТЦЛ, који је касније промењен у МЕЛ.
Маја 1.0 је за јавност доступна од фебруара 1998.
У 2005. години, Мају купује фирма Аутодеск, која и име производа мења у Аутодеск Маја, али је само назив Маја остао доминантан као назив производа.
Награде
1, маја 2003. тренутна фирма, Алиас, добила је Академску награду за технолошки и научни напредак за развој Маја софтвера.
у 2005. награду добија за откривање и имплементацију начина моделовања познатог као сабдивижн сурфас.
Дана 8. фебруара 2008, Академску награду за технолошки и научни напредак добијају за имплементацију система за симулацију флуида у оквиру програма.

## Преглед
Маја је апликација која се користи за генерацију и прављење 3Д објеката у сврху архитектуре, филмова, телевизијских емисија и у развоју игрица. Софтвер је првенствено могао да се користи на оперативном систему ИРИКС, али је подршка за исти престала у августу 2006. године. У августу 2008. године, Маја је доступна у пакетима Анлимитед и Комплит.
Корисник дефинише корисни простор или сцену у коју имплементира и едитује пројекат. Сцене се могу сачувати у више формата, од којих је као подразумевани подешен .мб. Елементи сцене су имплементирани као нодови који имају своје атрибуте и опције за едитовање.
Корисници који похађају Универзитете, било као студенти или професори, заједно са Америчким ветеранима могу да остваре своје право на бесплатну верзију софтвера која се користи у некомерцијалне сврхе.

## Компоненте

### Симулације флуида
Реалистичан симулатор некомпресивих флуида заснован ја Навиер-Стоуковим формулама, користи се за симулације нееластичних флуида, и додат је у Маја-у у верзији 4.5.

### Симулација тканина
Динамичка симулација тканина користи физичке способности тканина. У скоријим верзијама Маја-е симулација тканина се обавља уз помоћ модула под називом нКлот који је саставни део програма од верзије 8.5.

### Симулација крзна
Симулација крзна користи модуле који имају способности симулације косе и крзна, у зависности од потребе. Поседује могућности и симулације динамичке интеракције између више влакана.

### МЕЛ
Поред визуелног начина рада, Маја је опремљена и језиком за скриптовање под називом МЕЛ ( Maya Embedded Language). Користи се за персонализацију софтвера, као и за прављење различитих алатки којима се олакшава или убрзава процес продукције.